# Palacio Solitude
El palacio Solitude de Alemania (del alemán: Schloss Solitude) fue mandado construir como un pabellón de caza entre 1764 y 1769 por el duque Carlos Eugenio de Wurtemberg. Se trata de un palacio de estilo rococó. Desde 1956 la zona pertenece al distrito urbano de Stuttgart-West. El palacio está situado en una altiplanicie entre las ciudades de Leonberg, Gerlingen y Stuttgart. El palacio ofrece vistas desde el norte de Weilimdorf, Korntal y Ludwigsburg.

## Historia
El palacio Solitude fue diseñado originalmente como un refugium, un lugar de tranquilidad, reflexión y soledad (de ahí el nombre). La construcción estuvo plagada de dificultades políticas y financieras. Carlos Eugenio reinó en Wurtemberg durante la Guerra de los Siete Años en el bando que perdió ante Prusia. El edificio sobrepasó el presupuesto asignado por el Ducado de Wurtemberg. Además, las disputas políticas entre el duque y los influyentes terratenientes de Stuttgart originó que el duque se desplazase temporalmente de Stuttgart a Ludwigsburg. A largo plazo, el palacio era prohibitivamente caro de mantener sólo como una residencia temporal. En 1770, se dio albergue a una gran escuela fundada por el duque Carlos Eugenio. En 1775, la academia Karlsschule se trasladó al Palacio Solitude. Sirvió como academia de artes, academia militar y, más tarde, como universidad para los hijos de las clases altas. Finalmente, los gastos de mantenimiento causaron su cierre como escuela después de la muerte del Duque a finales del siglo XVIII. Entre 1972 y 1983, la República Federal de Alemania restauró el palacio.

## El palacio actualmente
Desde 1990, dos dependencias albergan la Akademie Schloss Solitude, cuya misión es promover a jóvenes artistas, y en otra se construyeron viviendas para estudiantes.